# Toxorhynchites angustiplatus
Toxorhynchites angustiplatus är en tvåvingeart som beskrevs av Neal L. Evenhuis och Wallace A. Steffan 1986. Toxorhynchites angustiplatus ingår i släktet Toxorhynchites och familjen stickmyggor. Inga underarter finns listade i Catalogue of Life.